# Naturbahnrodel-Weltcup
Der Weltcup im Rennrodeln auf Naturbahn ist eine vom Internationalen Rennrodelverband (FIL) ausgerichtete Wettkampfserie im Naturbahnrodeln, die seit dem Winter 1992/1993 jährlich in der Zeit von etwa Dezember bis Februar ausgetragen wird. Dabei werden sieben Rennen (darunter eine Doppelveranstaltung mit klassischem Weltcup-Format und Verfolgungsrennen) die Gesamtsieger in den Disziplinen Einsitzer Damen, Einsitzer Herren,  Doppelsitzer und Team  ermittelt. Im Doppelsitzer können sowohl Männer als auch Frauen antreten, die Teilnehmer sind aber fast ausschließlich Männer.

## Aktuelles Reglement
In jeder Saison werden grundsätzlich sieben, mindestens jedoch sechs Weltcups ausgetragen. Darunter kann ein Parallelwettbewerb sein, bei dem zwei Athleten gleichzeitig nebeneinander liegende Bahnen befahren, und es besteht die Möglichkeit, zwei Weltcups hintereinander am selben Ort durchzuführen (sogenannter Doppelweltcup). Teilnahmeberechtigt sind alle Sportler mit gültiger FIL-Lizenz, die im Austragungsjahr, also in jenem Jahr, in dem die Saison endet, zumindest das 15. Lebensjahr vollenden. Pro Nationalem Verband können maximal sechs Damen im Einsitzer, sechs Herren im Einsitzer und drei Doppelsitzerpaare an einem Weltcuprennen teilnehmen. Im ersten Saisonrennen ist in jeder Disziplin zusätzlich der Intercontinentalcup-Gesamtsieger des Vorjahres startberechtigt. Der Intercontinentalcup wurde in der Saison 2014/15 mit dem FIL Juniorenweltcup ersetzt.
Das Ergebnis eines Weltcuprennens wird durch die Summe der in zwei Wertungsdurchgängen erzielten Zeiten bestimmt. Bei außergewöhnlichen Witterungs- oder Bahnverhältnissen kann das Rennen auch in nur einem Durchgang entschieden werden. Die Startreihenfolge im ersten Lauf wird durch den Zwischenstand im Weltcupklassement festgelegt. Der Weltcupführende startet als Letzter und die Athleten mit den wenigsten oder keinen Weltcuppunkten als Erste. Im ersten Saisonrennen ist das Gesamtergebnis des Vorjahres ausschlaggebend. Im zweiten Durchgang wird nach dem gestürzten Klassement des ersten Laufes gestartet, der Halbzeitführende startet also zuletzt. Vor jedem Wertungsdurchgang muss mindestens ein Vorläufer die Bahn befahren.

### Punktevergabe und Gesamtwertung
Für jedes Weltcuprennen werden Weltcuppunkte nach dem FIL-Punkteschema vergeben. Der Sieger erhält 100 Punkte, der Zweitplatzierte 85 Punkte, der Drittplatzierte 70 Punkte und die weiteren Ränge immer weniger Punkte, bis zu Platz 39, für den zwei Punkte vergeben werden. Ab Platz 40 erhalten alle Athleten einen Weltcuppunkt.
| Platz  | 1   | 2  | 3  | 4  | 5  | 6  | 7  | 8  | 9  | 10 | 11 | 12 | 13 | 14 | 15 | 16 | 17 | 18 | 19 | 20   |
| Punkte | 100 | 85 | 70 | 60 | 55 | 50 | 46 | 42 | 39 | 36 | 34 | 32 | 30 | 28 | 26 | 25 | 24 | 23 | 22 | 21   |
| Platz  | 21  | 22 | 23 | 24 | 25 | 26 | 27 | 28 | 29 | 30 | 31 | 32 | 33 | 34 | 35 | 36 | 37 | 38 | 39 | ≥ 40 |
| Punkte | 20  | 19 | 18 | 17 | 16 | 15 | 14 | 13 | 12 | 11 | 10 | 9  | 8  | 7  | 6  | 5  | 4  | 3  | 2  | 1    |

Die Weltcup-Gesamtwertung jeder Disziplin sowie die Nationenwertung ergibt sich aus der Summe der in den Weltcuprennen erzielten Punkte. Im Doppelsitzer werden die jeweiligen Paare gewertet und nicht die Athleten. Wenn ein Rodler im Doppelsitzer während einer Saison mit verschiedenen Partnern startet, werden diese Teams einzeln gewertet.
Bis zur Saison 2009/2010 gab es ein Streichresultat, das heißt, es wurden nur die besten fünf Ergebnisse für die Berechnung der Weltcup-Gesamtwertung herangezogen.

## Austragungsorte
In den 26 Weltcupsaisonen von 1992/1993 bis 2019/2020 gab es an 45 Orten in neun europäischen und zwei nordamerikanischen Ländern Weltcuprennen. Der Großteil der Wettkämpfe findet in Italien (Südtirol) und Österreich statt.

## Gesamtsieger
Folgende Tabelle bietet eine Übersicht der Gesamtsieger des Naturbahnrodel-Weltcups sowie Links zu den einzelnen Weltcupsaisonen, die eine Aufstellung der Podestplätze aller Weltcuprennen und die Gesamtwertungen der einzelnen Disziplinen enthalten:
| Saison  | Einsitzer Herren    | Einsitzer Damen        | Doppelsitzer                           |
| ------- | ------------------- | ---------------------- | -------------------------------------- |
| 1992/93 | Franz Obrist        | Doris Haselrieder      | Arnold Lunger – Günther Steinhauser    |
| 1993/94 | Erhard Mahlknecht   | Irene Zechner          | Almir Betemps – Corrado Herin          |
| 1994/95 | Manfred Gräber      | Elvira Holzknecht      | Helmut Ruetz – Andi Ruetz              |
| 1995/96 | Anton Blasbichler   | Irene Zechner          | Helmut Ruetz – Andi Ruetz              |
| 1996/97 | Anton Blasbichler   | Sonja Steinacher       | Reinhard Beer – Herbert Kögl           |
| 1997/98 | Reinhard Gruber     | Elvira Holzknecht      | Helmut Ruetz – Andi Ruetz              |
| 1998/99 | Reinhard Gruber     | Elvira Holzknecht      | Helmut Ruetz – Andi Ruetz              |
| 1999/00 | Ferdinand Hirzegger | Sonja Steinacher       | Armin Mair – David Mair                |
| 2000/01 | Gerhard Pilz        | Jekaterina Lawrentjewa | Wolfgang Schopf – Andreas Schopf       |
| 2001/02 | Gerhard Pilz        | Sonja Steinacher       | Andrzej Laszczak – Damian Waniczek     |
| 2002/03 | Robert Batkowski    | Sonja Steinacher       | Pawel Porschnew – Iwan Lasarew         |
| 2003/04 | Anton Blasbichler   | Jekaterina Lawrentjewa | Pawel Porschnew – Iwan Lasarew         |
| 2004/05 | Anton Blasbichler   | Renate Gietl           | Reinhard Beer – Herbert Kögl           |
| 2005/06 | Patrick Pigneter    | Jekaterina Lawrentjewa | Christian Schatz – Gerhard Mühlbacher  |
| 2006/07 | Patrick Pigneter    | Jekaterina Lawrentjewa | Christian Schatz – Gerhard Mühlbacher  |
| 2007/08 | Patrick Pigneter    | Jekaterina Lawrentjewa | Patrick Pigneter – Florian Clara       |
| 2008/09 | Patrick Pigneter    | Jekaterina Lawrentjewa | Patrick Pigneter – Florian Clara       |
| 2009/10 | Patrick Pigneter    | Jekaterina Lawrentjewa | Patrick Pigneter – Florian Clara       |
| 2010/11 | Patrick Pigneter    | Jekaterina Lawrentjewa | Patrick Pigneter – Florian Clara       |
| 2011/12 | Patrick Pigneter    | Jekaterina Lawrentjewa | Pawel Porschnew – Iwan Lasarew         |
| 2012/13 | Patrick Pigneter    | Jekaterina Lawrentjewa | Patrick Pigneter – Florian Clara       |
| 2013/14 | Patrick Pigneter    | Jekaterina Lawrentjewa | Patrick Pigneter – Florian Clara       |
| 2014/15 | Patrick Pigneter    | Jekaterina Lawrentjewa | Patrick Pigneter – Florian Clara       |
| 2015/16 | Patrick Pigneter    | Evelin Lanthaler       | Patrick Pigneter – Florian Clara       |
| 2016/17 | Thomas Kammerlander | Greta Pinggera         | Pawel Porschnew – Iwan Lasarew         |
| 2017/18 | Thomas Kammerlander | Evelin Lanthaler       | Patrick Pigneter – Florian Clara       |
| 2018/19 | Thomas Kammerlander | Evelin Lanthaler       | Patrick Pigneter – Florian Clara       |
| 2019/20 | Thomas Kammerlander | Evelin Lanthaler       | Patrick Pigneter – Florian Clara       |
| 2020/21 | Michael Scheikl     | Evelin Lanthaler       | Patrick Pigneter – Florian Clara       |
| 2021/22 | Alex Gruber         | Evelin Lanthaler       | Patrick Pigneter – Florian Clara       |
| 2022/23 | Thomas Kammerlander | Evelin Lanthaler       | Patrick Lambacher – Matthias Lambacher |

## Statistik
Die Rodler mit den meisten Siegen in Einsitzer-Weltcuprennen sind die Russin Jekaterina Lawrentjewa und der Italiener Patrick Pigneter. Die meisten Siege in Doppelsitzer-Weltcuprennen erreichte bisher das italienische Duo Patrick Pigneter und Florian Clara.